# Antônio Correia da Costa (neto)
Antônio Correia da Costa (Cuiabá, 5 de fevereiro de 1857 — Rio de Janeiro, 30 de julho de 1920) foi um político brasileiro.
Foi deputado federal em 1893 e duas vezes governador de Mato Grosso de 15 de agosto de 1895 a 16 de setembro de 1897 e de 19 de novembro de 1897 a 25 de janeiro de 1898. Seu avô homônimo governou a província de Mato Grosso nas décadas de 1830 e 1840. Seu irmão Pedro Celestino Corrêa da Costa, seu filho Mário Correia da Costa e seu sobrinho Fernando Correia da Costa também foram governadores do estado de Mato Grosso.